# Telel Hamã
O Telel Hamã (Tell el-Hammam) é um sítio arqueológico na Jordânia. As escavações são conduzidas pelo arqueólogo Steven Collins. Collins acredita que o monte seja o local da Sodoma bíblica, embora isso seja contestado por outros estudiosos. A área ao redor do Telel Hamã, no final da Idade do Bronze, é identificada como Abel Shittim (Heb. Que significa "Acácias do Luto" Abila (Pereia), que é o local do acampamento de Israel antes de entrar na Terra Prometida. David E. Graves, membro da equipe dos Associados Inerrantistas de Pesquisa Bíblica acredita que nos períodos romano/bizantino/omíada (165 a.C-750 d.C) o local fazia parte da cidade de Livias, capital da Pereia de Herodes Antipas.

## História
O local foi ocupado no Calcolítico (c. 4300-3600 a.C), na Idade do Bronze Antiga (c. 3600 a 2350 a.C), na Idade do Bronze Média (c. De 1950 a 1550 a.C), na Idade do Ferro (c. De 1200 a 539 a.C) e períodos romano/bizantino/omíada (c. 165 a.-d.C 750). Como a maioria dos sítios da região, ele estava vago no final da Idade do Bronze (c. 1550–1200 a.C).

## Arqueologia
O local tem cerca de 36 hectares e foi cercado por um muro defensivo. Em 1990, K. Prag realizou uma pesquisa e algumas sondagens.
Desde 2005, o local foi escavado por um projeto conjunto da inacreditada Trinity Southwest University (Albuquerque, Novo México), da acreditada Veritas International University´s  College of Archaeology & Biblical History (Santa Ana, Califórnia) e do Departamento de Antiguidades de Jordânia (formalmente conhecido como Reino Hachemita da Jordânia).

## Apologética
Começando com a publicação de seu livro Descobrindo a Cidade de Sodoma em 2013, o arqueólogo Steven Collins tem argumentado que o Telel Hamã é o local da cidade antiga de Sodoma .O professor Eugene H. Merill acredita que a identificação do Telel Hamã com Sodoma exigiria uma reestruturação inaceitável da cronologia bíblica.